# Конституційна Рада Казахстану
Конституційна Рада Республіки Казахстан (каз. Қазақстан Республикасы Конституциясының Кеңесі; рос. Конституционный Совет Республики Казахстан) — колективний орган конституційного контролю у Казахстані.

## Опис
Конституційна Рада Казахстану складається з 7 членів. Голова і два члена Конституційної Ради призначаються Президентом, по два члена відповідно Сенатом таМажилісом строком на 6 років. Довічними членами Конституційної Ради є екс-президенти республіки.
Чинний голова — Кайрат Мамі.
Рада передбачена Конституцією Казахстану 1995 року і прийшла на зміну Конституційному суду Казахстану. На рішення Конституційної Ради в цілому або у його частини можуть бути внесені заперечення Президента Республіки, які долаються двома третинами голосів від конституційного числа членів Конституційної Ради (стаття 73 Конституції Казахстану). Поправками до Конституції 2017 року право заперечення Президента скасоване.
Звертатися до Конституційної Ради може Президент, Голова Сенату, Голова Мажиліса, не менш ніж 20 % від депутатів Парламенту, Прем'єр-міністр (стаття 72 Конституції), суд (стаття 78 Конституції — тільки у разі порушення певним нормативно-правовим актом закріплених Конституцією прав та свобод людини і громадянина).

## Повноваження
Конституційна Рада уповноважена згідно зі статтею 72 Конституції Казахстану:
- перевіряти правильність проведення виборів Президента Республіки, депутатів Парламенту та проведення республіканського референдуму;
- перевіряти відповідність Конституції прийнятих Парламентом законів до їх підписання Президентом;
- перевіряти відповідність Конституції прийнятих Парламентом та його Палатами постанов;
- перевіряти відповідність Конституції міжнародних договорів до їхньої ратифікації;
- давати офіційне тлумачення норм Конституції;
- давати висновок про дотримання процедури звільнення або усунення з посади Президента (для цього не потрібно щоб хтось звертався до Ради — стаття 47 Конституції).
- давати висновок при прийнятті поправок у Конституцію

## Голови Конституційної Ради
1. Юрій Ким (1996—2000)
2. Юрій Хитрин (2000—2004)
3. Ігор Рогів (2004—2017)
4. Кайрат Мамі (2017—н.у.)

## Діяльність Ради
20 червня 2000 року Конституційна Рада Казахстану видала офіційне тлумачення пункту 5 статті 42 Конституції Казахстану. Згідно цьому пункту, одна і та ж сама особа не має права займати посаду Президента понад двох строків підряд. Конституційна Рада ухвалила:
Дане конституційне положення не поширюється на особу, яка здійснювала повноваження Президента Казахської РСР і Республіки Казахстан до обрання його на цю посаду 10 січня 1999 року у відповідності з Конституцією Республіки 1995 року.
6 січня 2011 року Сенат (верхня палата парламенту) Казахстану на пленарному засіданні підтримала звернення депутатів до Глави держави Нурсултану Назарбаєву про призначення ним проведення республіканського референдуму щодо продовження його президентських повноважень до кінця 2020 року.
6 січня Нурсултан Назарбаєв підписав указ «Про відхилення пропозиції Парламенту Республіки Казахстан про винесення на республіканський референдум змін і доповнень у Конституцію Республіки Казахстан». Тим не менш ряд депутатів висловили думку про необхідності подолання президентського вето на проведення референдуму. 14 січня парламент Казахстану одноголосно (106 депутатів мажиліса і 44 депутатів сенату) прийняли поправки у Конституцію країни, які передбачали продовження повноважень Нурсултана Назарбаева шляхом референдуму до 2020 року, однак Президент не підписав закон про прийняття даних поправок і 17 січня направив їх на розгляд у Конституційну Раду Казахстану. 24 січня на слуханні у Конституційній Раді в підтримку проведення референдуму виступили глава міністерства юстиції Рашид Тусупбеков, голова Верховного Суду Мусабек Алимбеков, віце-міністр закордонних справ Кайрат Омаров, Уповноважений з правав людини у Казахстані Аскар Шакиров, директор Інституту правових досліджень і аналізу Аскар Гусманов та Президент Союзу адвокатів Республіки Ануар Тугел. Єдиним противником опинилася виконавчий директор Суспільного фонду «Хартія з правав людини» Жемис Турмагамбетова.
31 січня Конституційна Рада Казахстану визнала закон про зміну виборів. на референдум неконституційним. У цей же день, виступаючи зі зверненням до народу країни, Президент Казахстану погодився з рішенням Конституційної Ради та запропонував провести дострокові президентські вибори.
25 лютого 2015 року Конституційна Рада за зверненням Нурсултана Назарбаєва, у зв'язку з можливими достроковий виборами Президента, прийняла нормативну постанову про те, що норми Конституції «слід розуміти таким чином, що Президент Республіки Казахстана має виняткове право одноосібно призначати позачергові президентські вибори. Конституція Республіки не передбачає будь-які умови і обмеження при прийнятті Главою держави рішення про призначення позачергових президентських виборів», «при прийнятті рішення про призначення таких виборів підлягає обліку передбачене пунктом 3 статті 41 Конституції Республіки Казахстан правило про неприпустимість збігу строків виборів Президента Казахстану з виборами нового складу Парламенту Республіки».
23 квітня 2019 року Касим-Жомарт Токаєв звернувся у Конституційну Раду з метою з'ясуванням чи зараховується в строк проживання у Казахстані кандидата час його роботи у закордонних установах Республіки та міжнародних організаціях, у зв'язку з участю у Президентський виборах 2019 року. 25 квітня Конституційна Рада ухвалила, що у п'ятнадцятирічний строк проживання зараховуються і періоди проживання за межами Казахстану громадян, які відносяться до персоналу дипломатичної служби Республіки Казахстан, а також прирівняні до них особи, що були направлені у міжнародні організації.